# Байрамов, Джумагельды
Джумагельды Байрамов (туркм. Jumageldi Baýramow; род. 1960, Бахарденский район) — туркменский государственный деятель. Министр строительства Туркменистана (2010—2013).

## Биография
Родился в 1960 году в селе Гараган (в настоящее время относится к Бахерденскому этрапу Ахалского велаята Туркмении).
В 1982 году окончил Туркменский политехнический институт, получив специальность инженера-строителя.
Профессиональная биография Байрамова связана со строительной отраслью. В 1983—1985 годах работал мастером-лаборантом 3-го строительно-монтажного управления треста «Копетдагсувгурлушык».
В 1985—1999 годах работал в межхозяйственном строительном управлении № 6 треста «Ашагросенагатгурлушык» (мастером-строителем, прорабом и главным инженером) и межхозяйственной ПМК-3 Ассоциации «Туркменобахызмат» (старшим прорабом, затем начальником)
С 1999 по 2002 год — в ПМК-11 Ассоциации «Туркменобахызмат» (начальник, главный инженер).
С 2002 по 2005 год работает филиале турецкой компании «Эколь», сначала инженером, затем — главным инженером.
В 2006—2007 годах работает сначала начальником строительно-эксплуатационного управления «Дамджа» треста «Гарагумдерясувходжалык», потом возвращается в филиал компании «Эколь» в качестве главного инженера.
В 2007—2008 гг. возглавляет производственное объединение «Ахалобагурлушык» хякимлика Ахалского велаята.
В 2007—2010 гг. — Начальник производственного объединения «Ахалгурлушык» Министерства строительства и промышленности строительных материалов Туркменистана, начальник производственного объединения «Ахалгурлушык» Министерства строительства Туркменистана.
В 2010 году занимал должность заместителя министра промышленности строительных материалов.
15.01.2010 — 12.07.2013 — Министр строительства Туркменистана.

## Награды
- Юбилейная медаль «20 лет независимости Туркменистана»